# Río Picunleo
El río Picunleo nace en las vertientes de la cordillera de los Andes, en el noroeste de la provincia de Neuquén, en la República Argentina, en el valle de Ranquilco. Es un afluente del río Trocoman, quien a su vez lo es del río Neuquén. Es un río de corta longitud y en la desembocadura con el Trocoman, se pueden obtener buenos ejemplares de trucha arcoíris, lográndose piezas de regular tamaño.